# LynxOS
LynxOS RTOS je real-time operační systém od LynuxWorks (dříve "Lynx Real-Time Systems") založený na Unixu. LynxOS se většinou používá v real-time embedded systémech, v aplikacích pro avioniky, letectví, vojenství, řízení technologických procesů a telekomunikací. 

## Historie
První verze LynxOS byla napsána v roce 1986 v Dallasu, Texas, na zakázku do procesoru Motorola 68010. V roce 1988-1989 byl portován LynxOS na Intel 80386 architekturu. Kolem roku 1989, byla přidána ABI kompatibilita se systémem V.3. Následovala kompatibilita s jinými operačními systémy, včetně Linuxu. 
Plná podpora MMU byla zařazena do jádra od roku 1989 pro spolehlivost chráněné paměti a výhody virtuálních adres. Nyní byly také podporovány ARM a PowerPC architektury. 
V roce 2003, LynuxWorks představil speciální verzi LynxOS tzv. LynxOS-178, a to zejména pro použití v leteckých aplikacích, které vyžadují certifikaci podle průmyslových standardů, jako je DO-178B. 
Na Usenetu comp.os.lynx je věnována diskuze o LynxOS.